# Fuhlenhagen
Fuhlenhagen est une commune allemande du Schleswig-Holstein, située dans l'arrondissement du duché de Lauenbourg (Kreis Herzogtum Lauenburg), à neuf kilomètres au nord-est de la ville de Schwarzenbek. Fuhlenhagen fait partie de l'Amt Schwarzenbek-Land (« Schwarzenbek-campagne ») qui regroupe 19 communes autour de Schwarzenbek.